# 터보제트

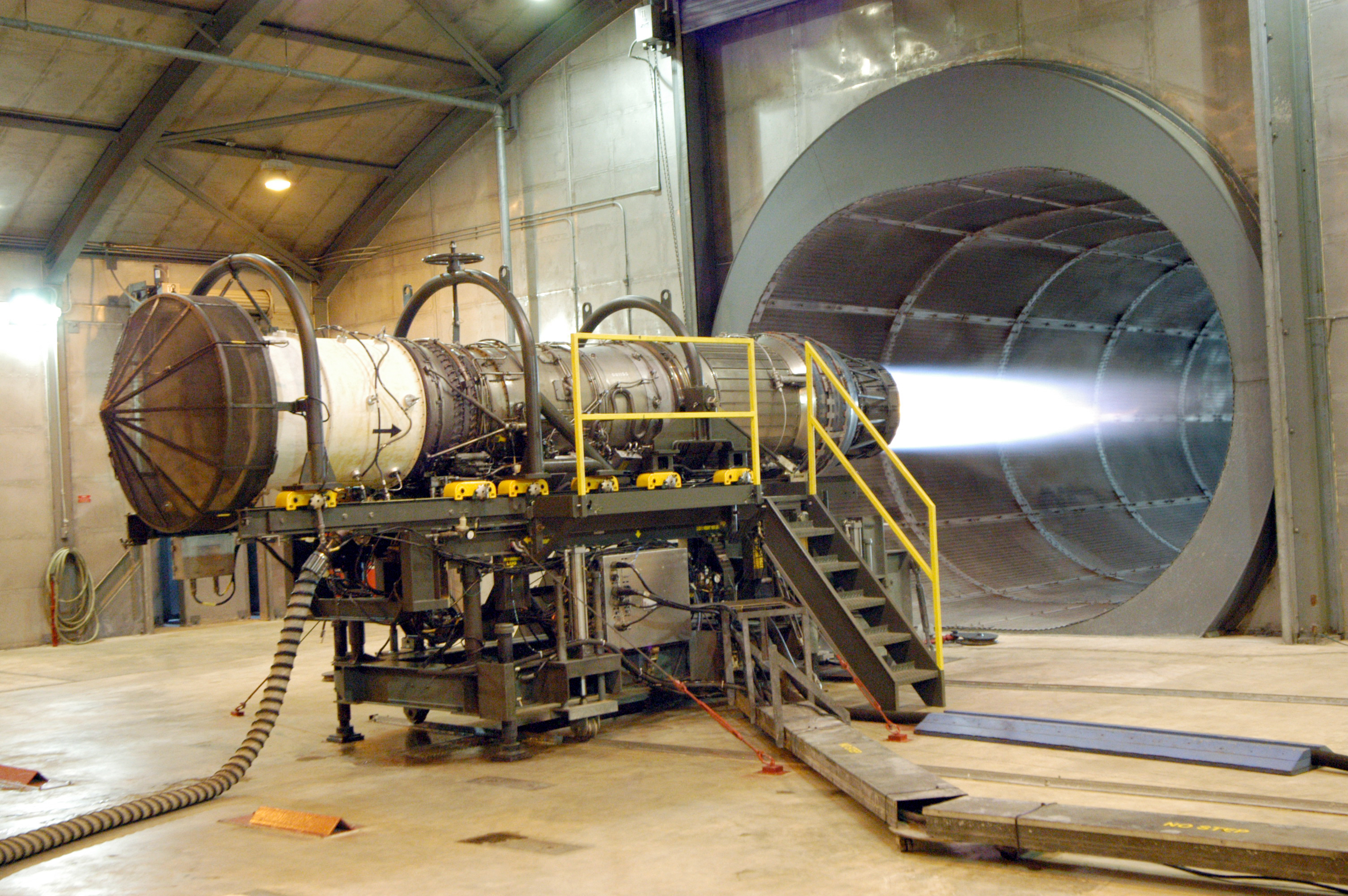
F-15E에 장착되는 프랫 앤 휘트니사의 F100 터보제트 엔진

터보제트(영어: turbojet)는 항공기에 추력을 공급하는 기관의 한 종류로서, 가스터빈엔진의 일종으로 분류된다.

## 구성
터보제트의 기계적 구성은 크게 공기 흡입구, 압축기, 연소기, 터빈 및 추력 노즐로 나눌 수 있다. 각 구성품의 역할에 관해서는 제트 엔진에 관한 문서를 참고할 수 있다.

## 원리
터보제트 엔진의 일반적인 작동 원리에 관해서는 가스 터빈에 관한 문서의 원리 부분을 참고할 수 있다. 항공용 기관으로서는, 추력 노즐을 통해 분출되는 공기의 반작용에 의해 항공기에 추력을 전달하게 된다.
공기를 흡입하여 압축하고, 여기에 연료를 분사하여 발생시킨고온고압의 연소가스를 분출시켜 그 반작용으로 추진력을 얻음.

## 용도
1930년대 후반, 가스터빈엔진을 이를 항공기용 추력 공급원으로써 사용하고자 하는 아이디어로부터 터보제트 엔진이 탄생하였다.
터보제트 엔진은 왕복동 엔진에 비해 에너지 밀도가 크기 때문에, 터보제트 엔진을 장착한 항공기는 왕복동 엔진을 이용한 프로펠러형 항공기에 비해 빠른 비행 속도를 낼 수 있었다. 이 때문에 각국이 군용 항공기의 추력원으로서 터보제트 엔진의 연구 개발에 박차를 가하였다.
그러나 이후 터보제트 엔진의 개량형 격으로 동일한 추력에 대하여 소모되는 연료량을 줄일 수 있는 터보팬 엔진이 등장하였으며, 현대의 대부분의 전투기, 수송기, 폭격기 등 군용 항공기는 터보팬 엔진을 장착하고 있다. 또한 터보제트 엔진은 터보샤프트 엔진(헬리콥터용), 터보프롭 엔진(프로펠러기용) 등으로도 분화하였다.

## 같이 보기
- 제트엔진
- 터보프롭
- 터보팬